# Dura Europos
Dura Europos è un'antica città della Mesopotamia, situata oggi in Siria (in prossimità del villaggio di Salhiyah), fondata da Seleuco I Nicatore (attorno al 300 a.C.), sulla riva destra del fiume Eufrate. Antico insediamento semitico, divenne parte dell'impero macedone sotto i Seleucidi, che le diedero il nome della loro città di origine, Europo.
La sua posizione lungo i confini orientali dell'Impero romano, a diretto contatto prima con il Regno dei Parti e poi dei Sasanidi (dopo il 224), significava una fusione di differenti tradizioni culturali, molte delle quali furono conservate nelle attuali rovine della città. Alcuni reperti notevoli sono stati portati alla luce, tra cui numerosi templi, decorazioni murali, iscrizioni, equipaggiamento militare, tombe, numerosi papiri e persino segni evidenti dell'ultimo dei suoi drammatici assedi, quello dei sasanidi che portarono al definitivo abbandono del sito attorno al 256 circa.

## Storia
Fondata nel 303 a.C. dai Seleucidi lungo un'importante rotta commerciale sull'Eufrate, la nuova città si trovava tra le due importanti città di Antiochia di Siria e Seleucia al Tigri. La forma della città seguiva come modello quello dell'architetto ed urbanista Ippodamo di Mileto, con isolati rettangolari e strade trasversali disposte intorno ad una grande agorà centrale, creata formalmente nel II secolo a.C. Doura Europos era una città grande carovaniera molto legata alla vicina Palmyra.
Nel corso del II secolo a.C. passò sotto il diretto controllo dei Parti, divenendo nel I secolo a.C., un'importante fortezza di frontiera della dinastia arsacide. Si trattava in questo periodo di una città con una popolazione multiculturale, come sembrano testimoniare le numerose iscrizioni in greco, latino, aramaico, ebraico, siriaco, hatraniano, palmireno, medio persiano, ecc..
Venne conquistata dai Romani sotto l'impero di Traiano nel 115, ma la conquista fu di breve durata. Ancora i Romani la occuparono nel 165, in seguito ai successi militari ottenuti dai generali di Lucio Vero. Venne, quindi, incorporata alla provincia della Siria. Conserva i resti di una domus ecclesiae del III secolo, nota per il suo buon stato di conservazione, dovuto al fatto che l'edificio venne inglobato nella cinta muraria e quando questa crollò con tutto un terrapieno con l'assedio dei Sasanidi del 256, fu sepolta completamente. L'edificio quindi permette una buona caratterizzazione dei luoghi di culto di questo periodo.

## Archeologia del sito
Sebbene l'esistenza di Dura Europos sia stata a lungo conosciuta attraverso le fonti letterarie, nulla fu scavato almeno fino a quando le truppe britanniche del capitano Murphy, fecero la prima scoperta nel corso della rivolta araba, poco dopo la fine della prima guerra mondiale. Il 30 marzo del 1920, infatti, un soldato che stava scavando una trincea, scoprì casualmente delle pitture murali. L'archeologo americano James Henry Breasted, che si trovava a Baghdad, fu allertato per un sopralluogo. Grandi scavi furono effettuati negli anni 1920 e 1930 da squadre francesi e americane. Franz Cumont fece la prima pubblicazione degli scavi nel 1922-23, identificando il sito con Dura Europos, e mettendo in luce un tempio. Più tardi le campagne di scavo furono condotte da Michael Rostovtzeff il quale continuò fino al 1937. Dal 1986 gli scavi furono ripresi in uno sforzo congiunto franco-siriano sotto la direzione di Pierre Leriche, nel corso dei quali furono trovati reperti incredibilmente ben conservati di armi e armature appartenenti al presidio romano al momento dell'assedio finale dei Sasanidi del 256, compresi scudi di legno, dipinti con cavalli, oltre ad armature complete, conservata al punto da essere ribattezzata la "Pompei del deserto".

### Monumenti principali
Interessante è una sinagoga ebraica affrescata, risalente alla metà del III secolo. Questa sinagoga era situata vicino al muro occidentale, tra le torri n.18 e n.19, e l'ultima sua fase di costruzione risalirebbe al 244, come recita un'iscrizione in aramaico. È la meglio conservata tra sinagoghe di quel periodo storico scoperte dagli archeologi. Fu conservata, per ironia della sorte, grazie al fatto che fu ricoperta di terra per rafforzare le mura della città durante l'assedio sasanide del 256. Fu scoperta nel 1932 da Clark Hopkins, che scoprì che conteneva un cortile oltre a locali affrescati, raffiguranti persone, animali ed un santuario. In un primo momento fu scambiato per un tempio greco. I dipinti della sinagoga, il cui racconto rappresenta un racconto del ciclo biblico (particolarmente importanti poiché rispecchiano l'evoluzione dell'arte paleocristiana: la stilizzazione formale delle figure e la semplificazione sono legate al valore simbolico delle scene), sono conservati presso il Museo Nazionale di Damasco, insieme ad un'armatura romana di un cavallo.
Altro importante monumento è un'abitazione-chiesa cristiana, localizzata a fianco della torre n.17 e preservataci sempre grazie al fatto di essere stata ricoperta di terra, come la sinagoga, per rafforzare la base delle mura occidentali durante l'assedio del 256. L'edificio si componeva di una casa, congiunta ad una grande stanza che funzionava come sala riunioni per la primitiva comunità cristiana. Gli affreschi superstiti del battistero sono probabilmente la più antica rappresentazione pittorica cristiana. Possiamo vedere il "Buon Pastore" (iconografia molto apprezzata nel mondo classico), la "guarigione del paralitico" ed il "Cristo che cammina sulle acque, insieme a Pietro". Queste prime rappresentazioni di Gesù Cristo, risalirebbero al 235. Un altro affresco molto più grande raffigura due donne in prossimità di un grande sarcofago (forse le "tre Marie che visitano la tomba di Cristo"), mentre un terzo è andato in gran parte perduto. Il nome di Salomè è stato dipinto vicino ad una delle due donne. C'erano anche gli affreschi di Adamo ed Eva, nonché di Davide e Golia.

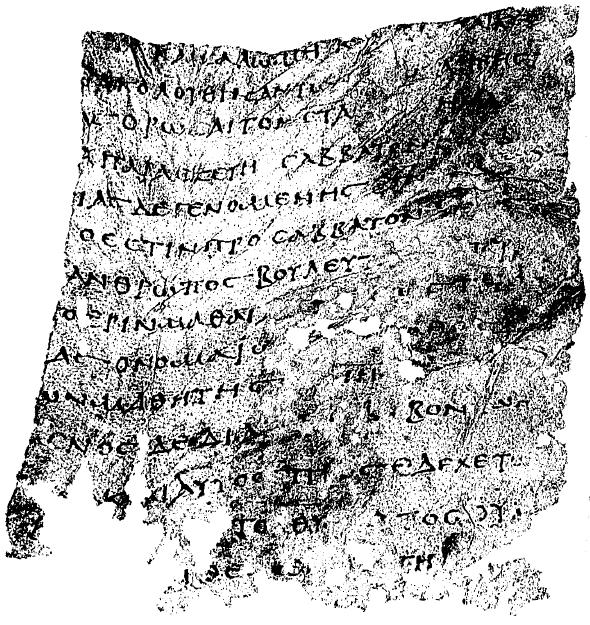
Frammenti della pergamena n. 24 di Dura Europos, in greco, di preghiere cristiane eucaristiche.
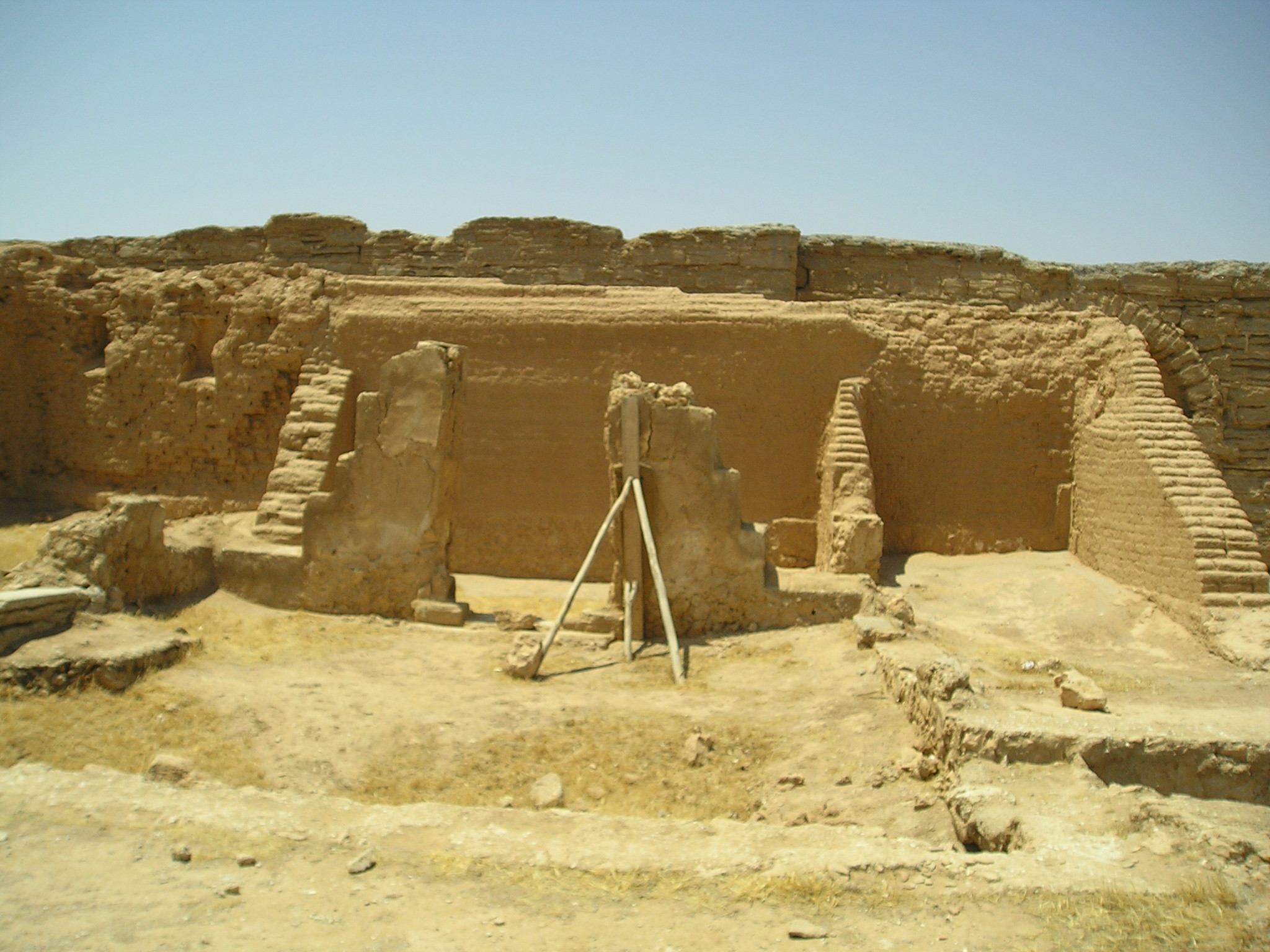
Rovine della casa-chiesa cristiana.
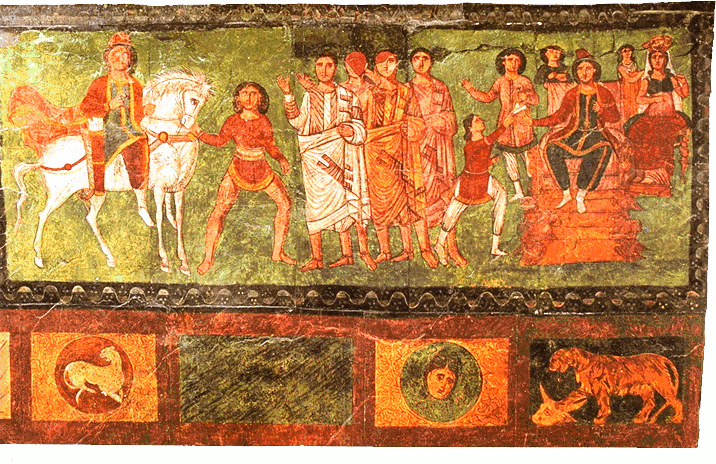
Affreschi nella sinagoga.
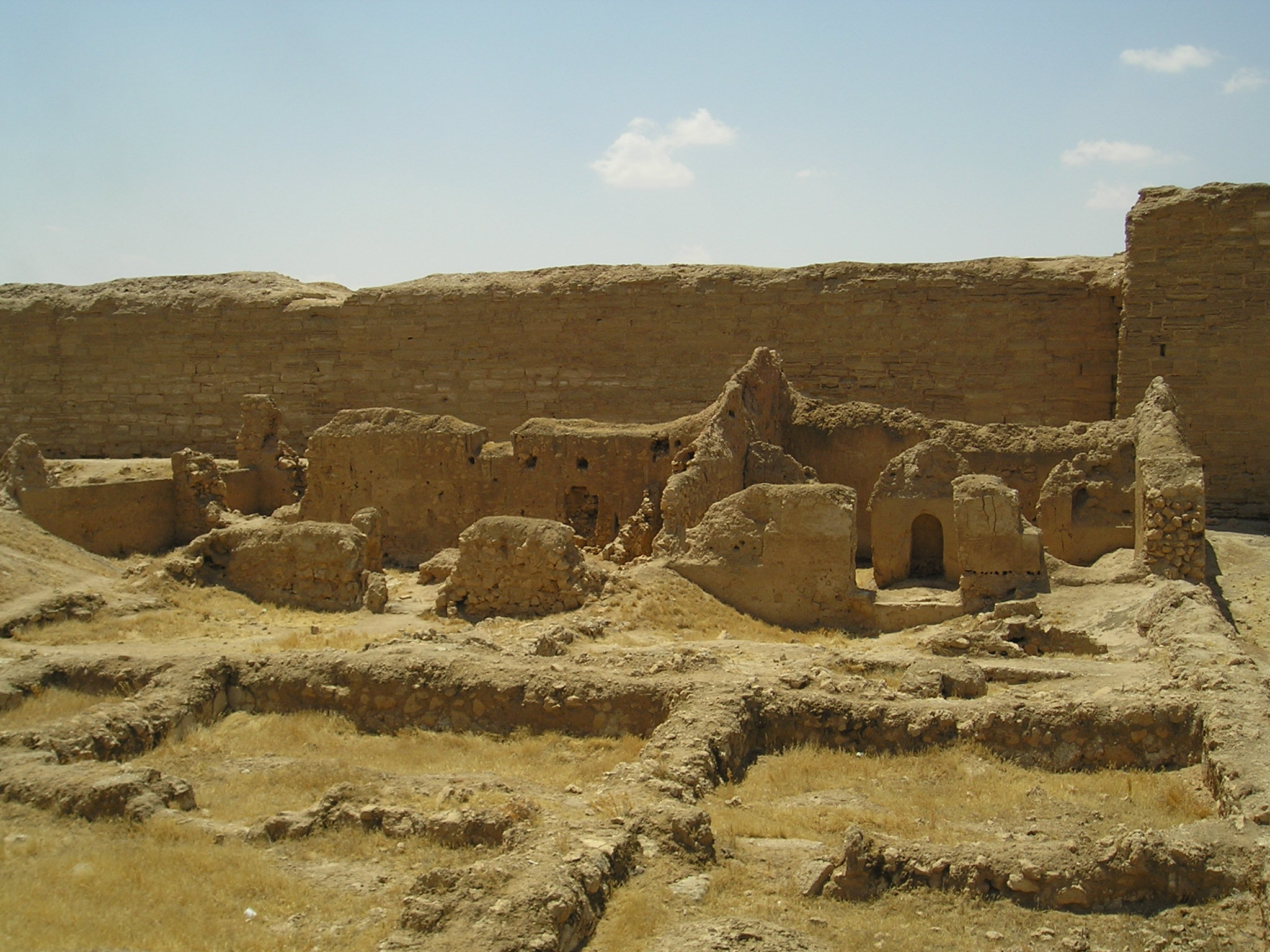
Rovine della sinagoga.
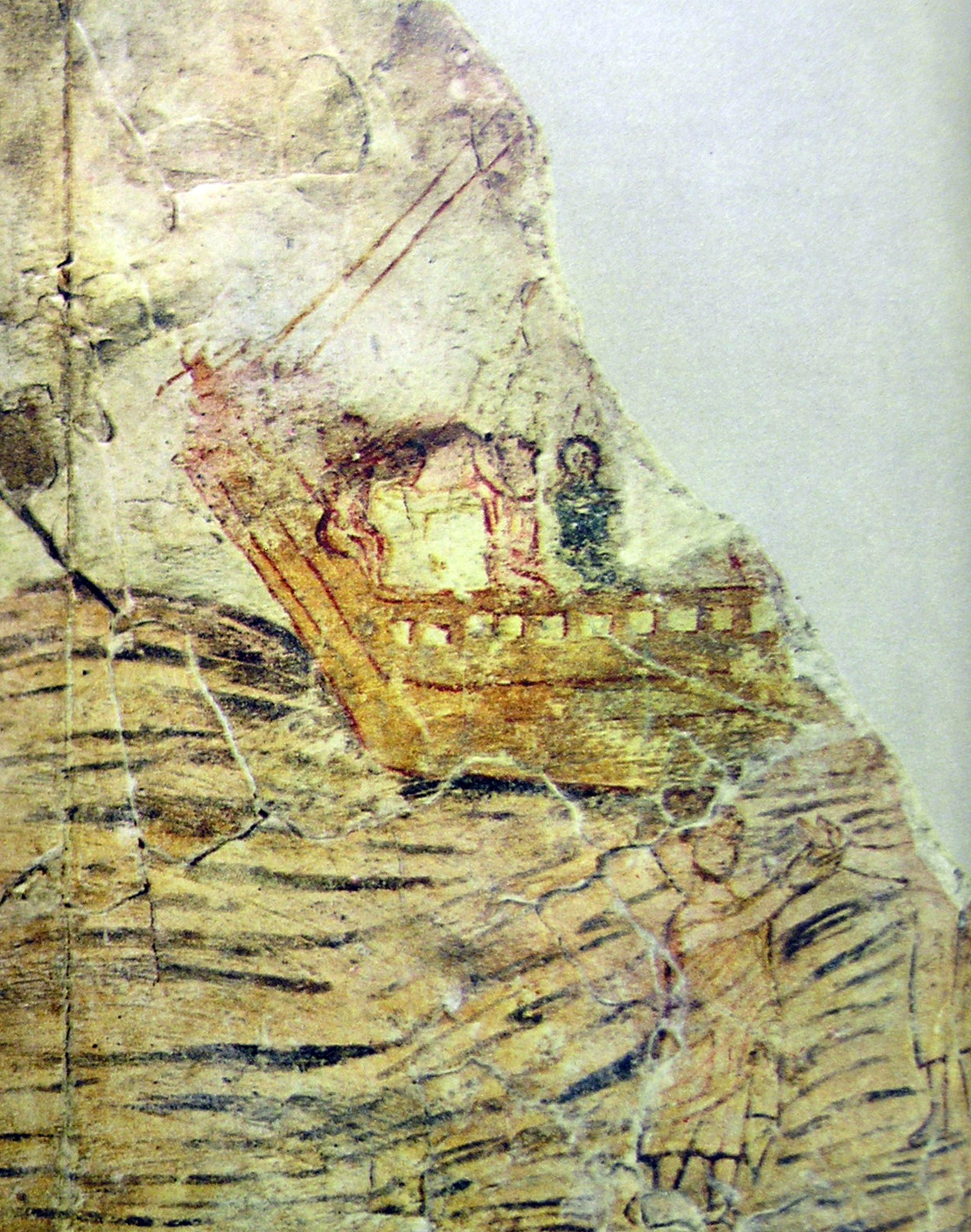
Cristo cammina sulle acque
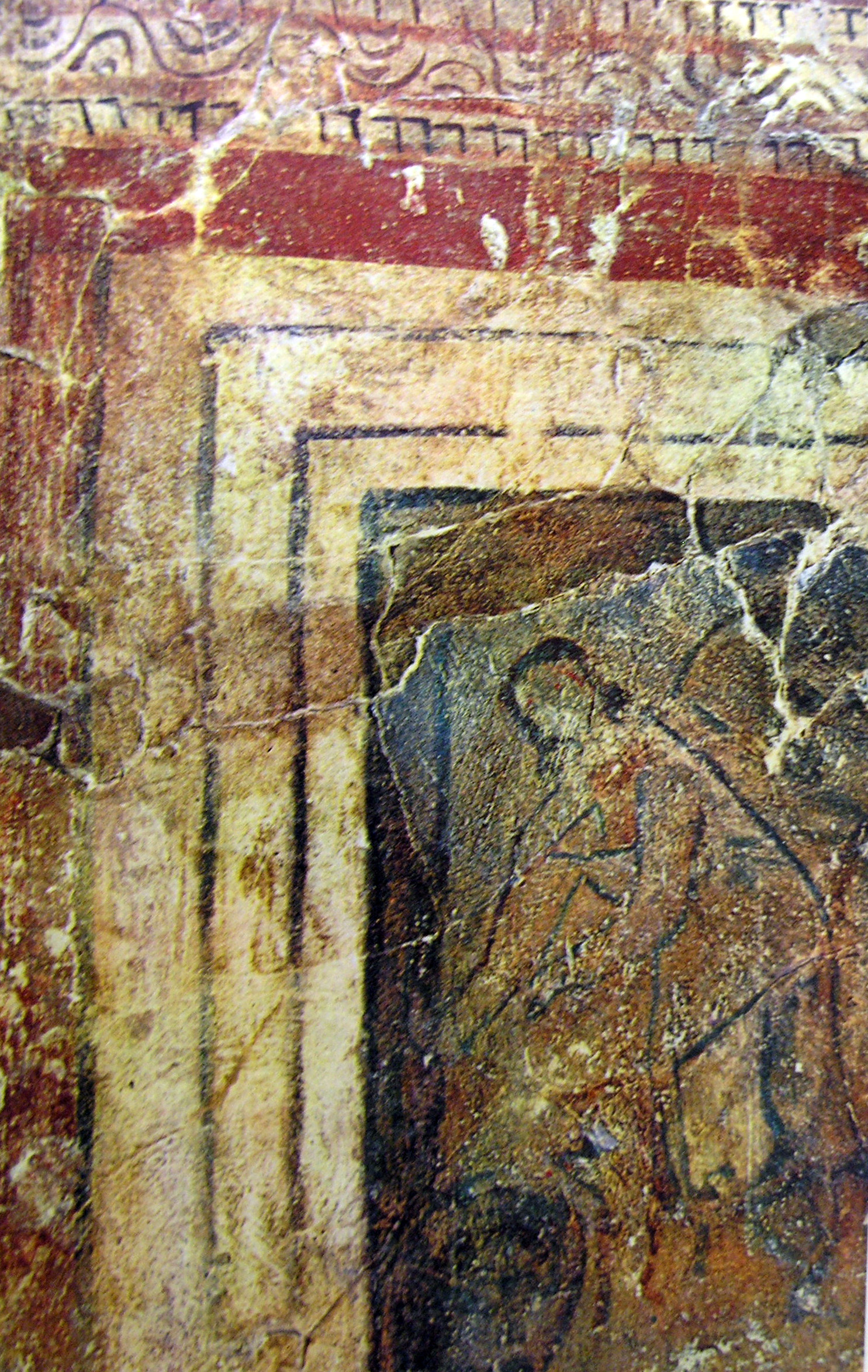
Il samaritano
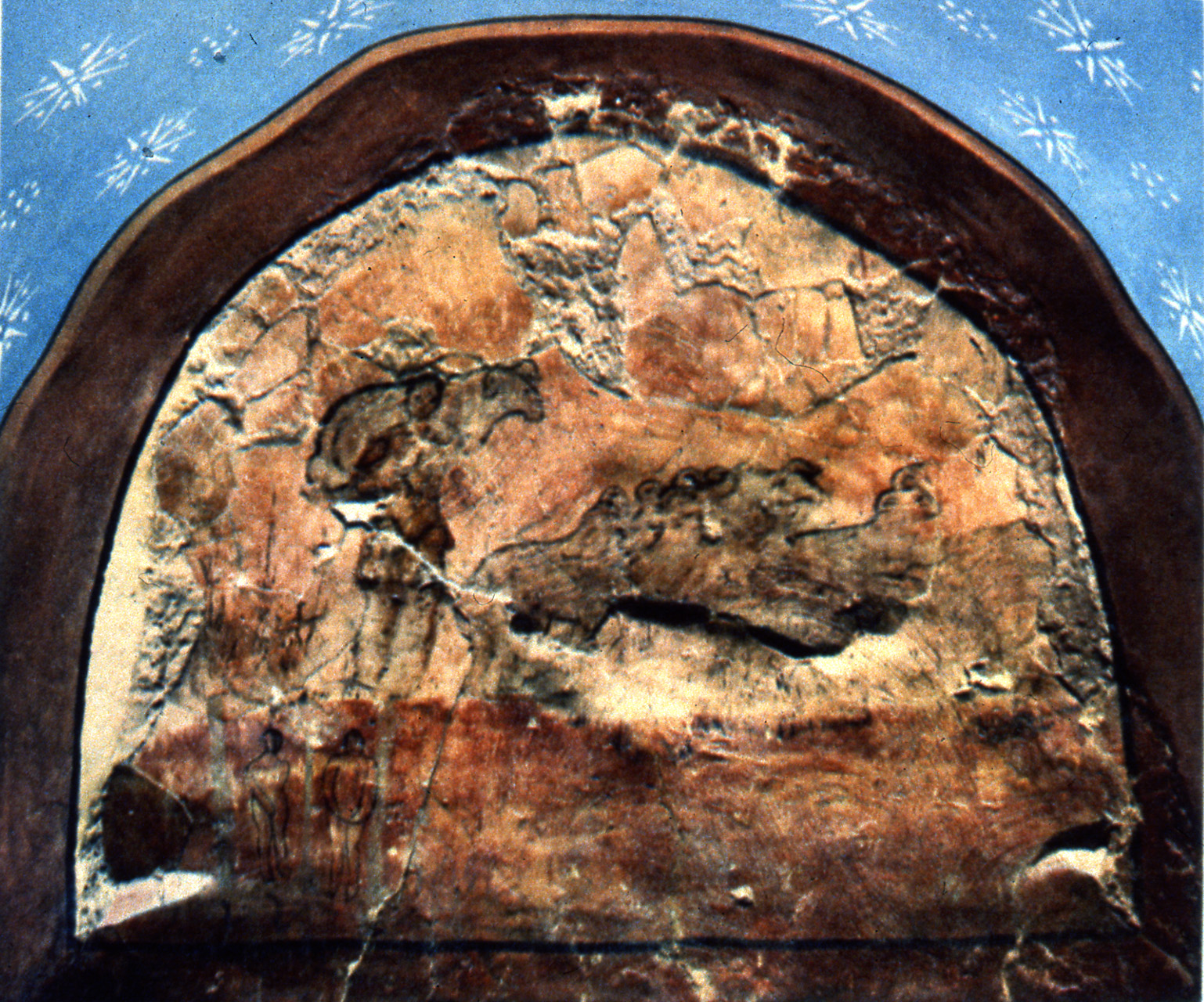
Il buon pastore
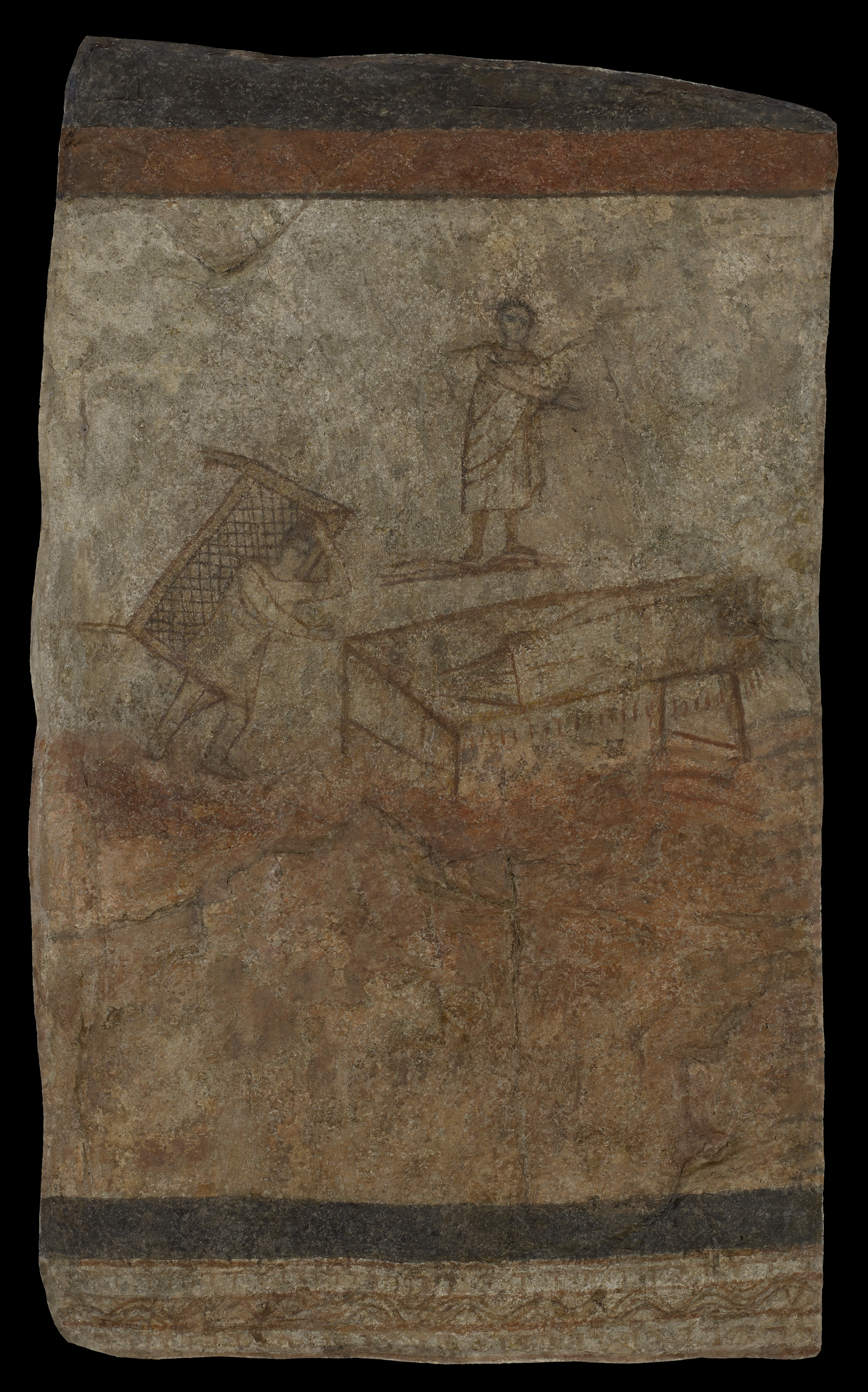
La guarigione del paralitico

Questi affreschi seguono chiaramente la tradizione iconografica ellenistico-ebraica, ma hanno uno stile più semplice rispetto ai dipinti della vicina sinagoga. Frammenti di una pergamena con testi ebraici, rinvenuti all'interno della costruzione, furono tradotti da J.L. Teicher il quale rilevò che si trattavano di preghiere cristiane eucaristiche, connesse con le preghiere in Didaché. Nel 1933 tra i frammenti di testo recuperato al di fuori della città, di fronte alla porta palmirena, fu riconosciuto un testo frammentario di armonia evangelica collegabile al Diatessaron di Taziano il Siro.
Vi era anche un mitreo, parzialmente conservato, sempre grazie al terrapieno difensivo situato tra le torri n. 23 e n. 24. Fu riportato alla luce nel gennaio del 1934. Le prime tracce archeologiche dell'interno del tempio risalirebbero al 168-171, che coinciderebbero con le campagne partiche di Lucio Vero. In questa fase era pur sempre una camera in una casa privata. Fu ampliato e rinnovato tra il 209 ed il 211, e la maggior parte degli affreschi sono di questo periodo. Il tabula ansata contenente 210 offerte è dell'epoca di Settimio Severo, Caracalla e Geta. La costruzione fu affidata ad un centurio principe praepositus delle vexillationes della legio IIII Scythica e legio XVI Flavia Firma. Il Mitreo fu ampliato nel 240, ma nel 256 con l'assedio dei Sasanidi, il santuario entrò a far parte dell'ampliamento delle fortificazioni. A seguito degli scavi moderni, il tempio fu trasportato a blocchi a New Haven, nel Connecticut, dove fu ricostruito (ora in mostra permanente), presso l'università di Yale. Gli affreschi superstiti, i graffiti ed i dipinti sono di estremo interesse per lo studio della composizione sociale del culto. Le statue e gli altari sono stati trovati intatti, come anche il rilievo tipico di Mitra che uccide il toro, con il dio vestito in "costume orientale". Come è tipico per i mitrei nelle province romane dell'Oriente greco, le iscrizioni ed i graffiti sono per lo più in greco, o in palmireno o ebreo ellenizzato. La parte finale del santuario è poi dotata di un arco con una figura seduta accanto a ciascuna delle due colonne di sostegno. Seguendo la forma dell'arco vi è una serie di rappresentazioni dello zodiaco. Queste due figure sono di tipo palmireno in tutti i loro tratti caratteristici e rappresenterebbero i ritratti dei membri più importanti di quella congregazione tra gli ausiliari romani della provincia di Siria.
Oltre a questi monumenti vi erano poi la cittadella fortificata lungo il lato orientale verso l'Eufrate, il palazzo del Dux ripae (alle cui dipendenze vi erano circa 1 000 legionari ed altrettanti ausiliari, un praetorium romano (centro amministrativo militare) ed un tempio dedicato a Bel.

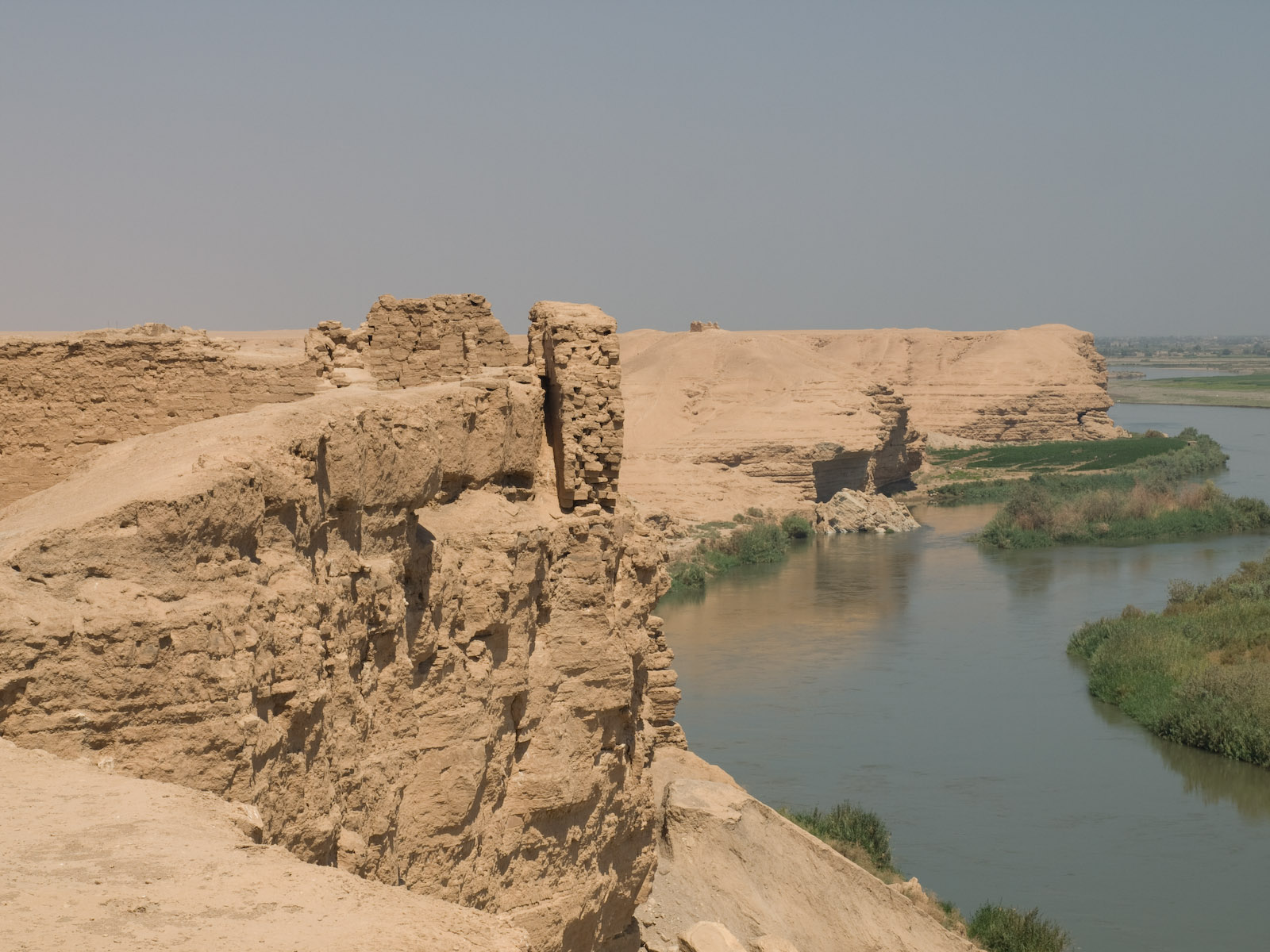
La cittadella di Dura Europos (2)
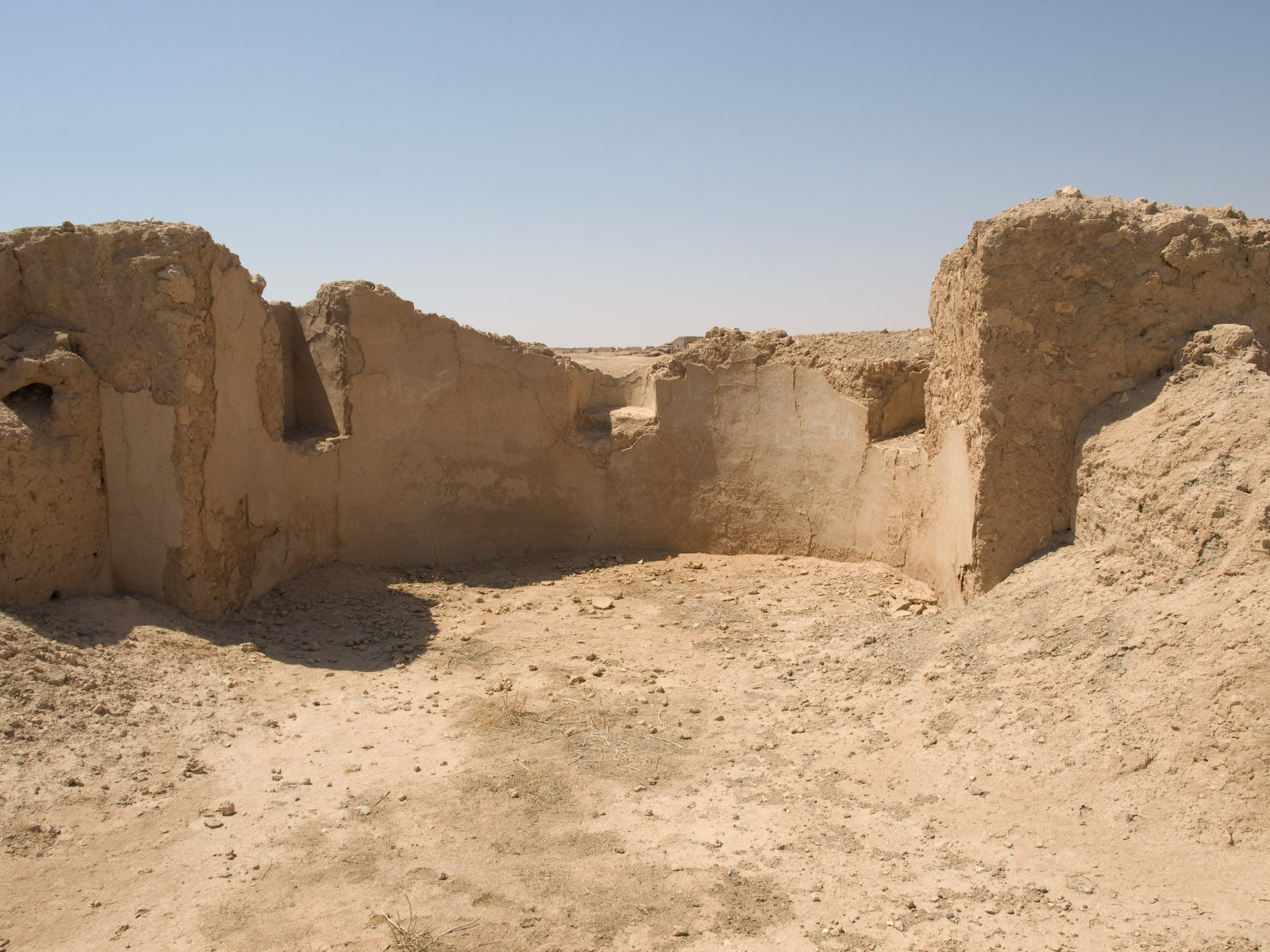
Il palazzo del Dux ripae (1)
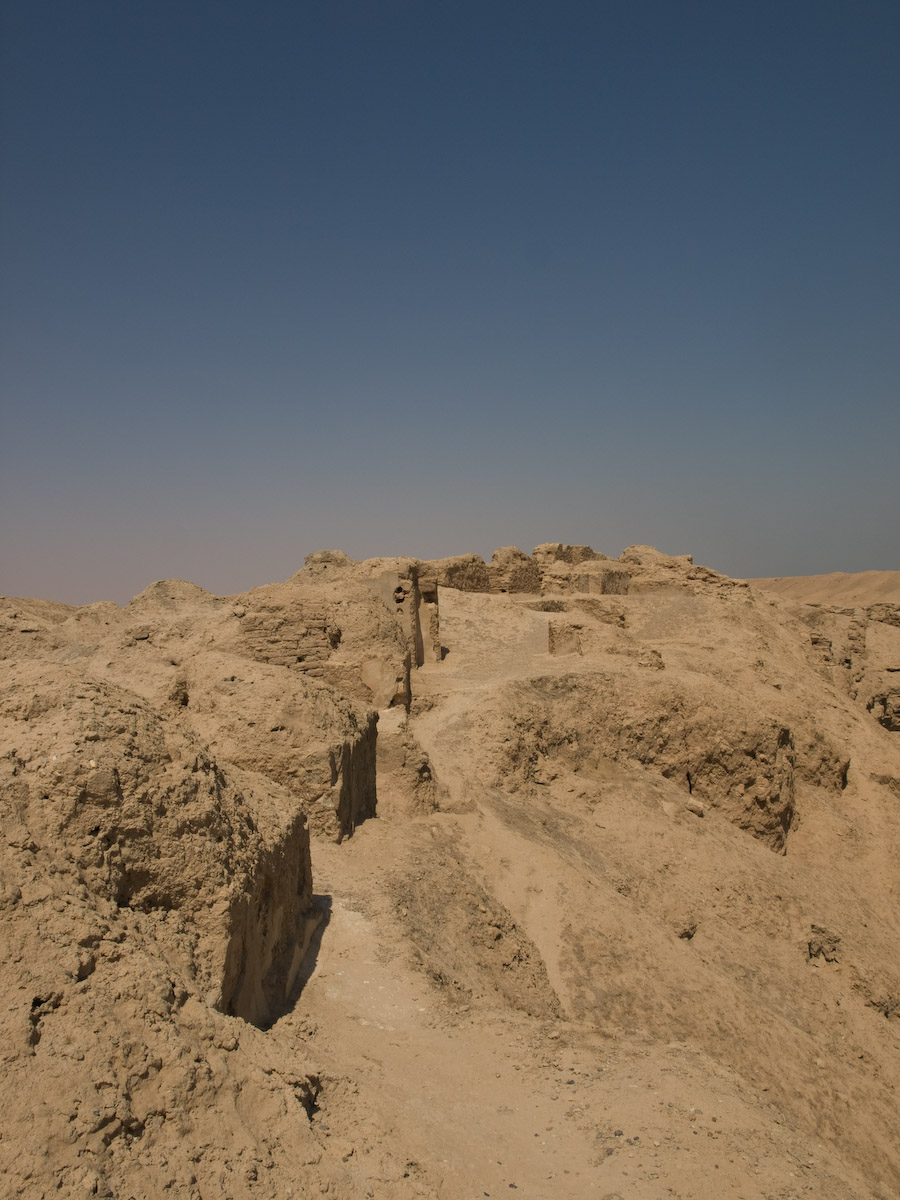
Il palazzo del Dux ripae (2)
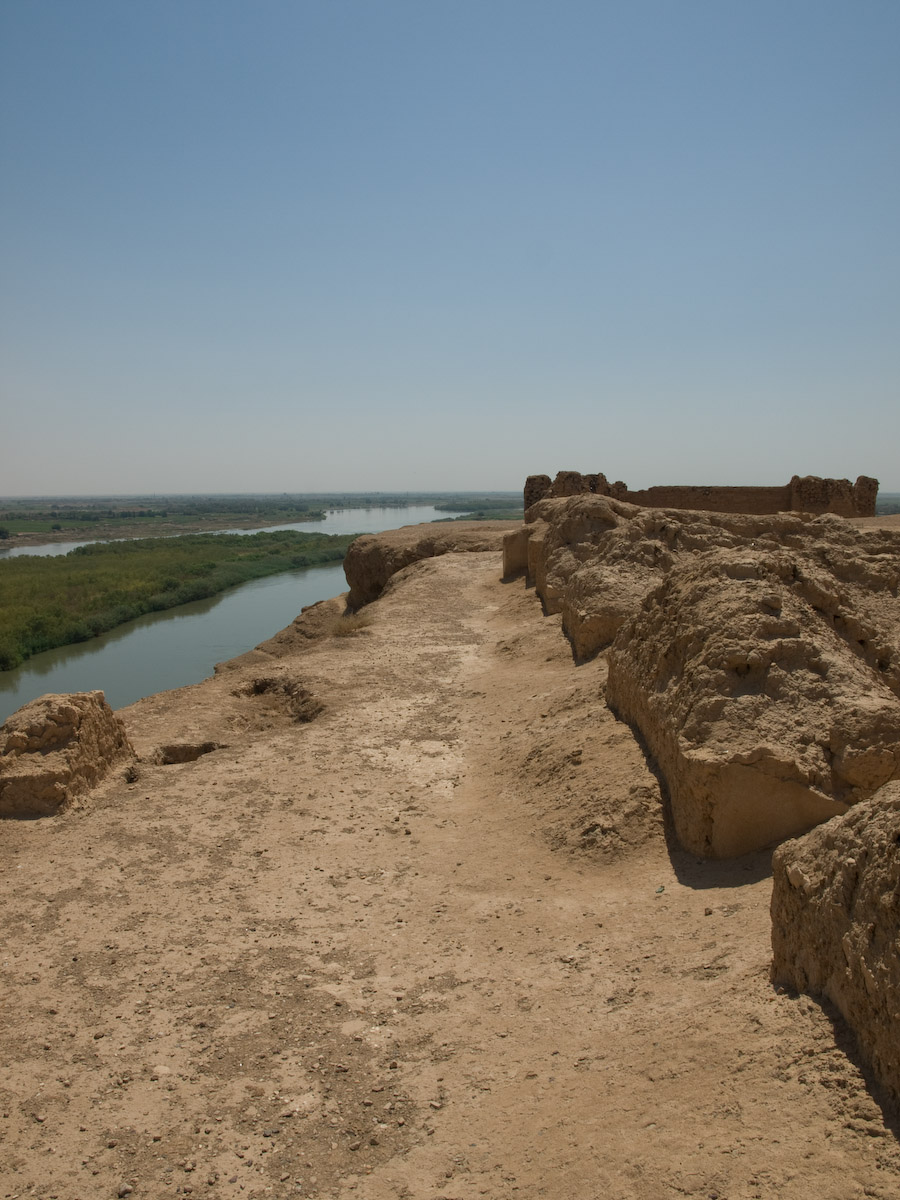
Il palazzo del Dux ripae (3)
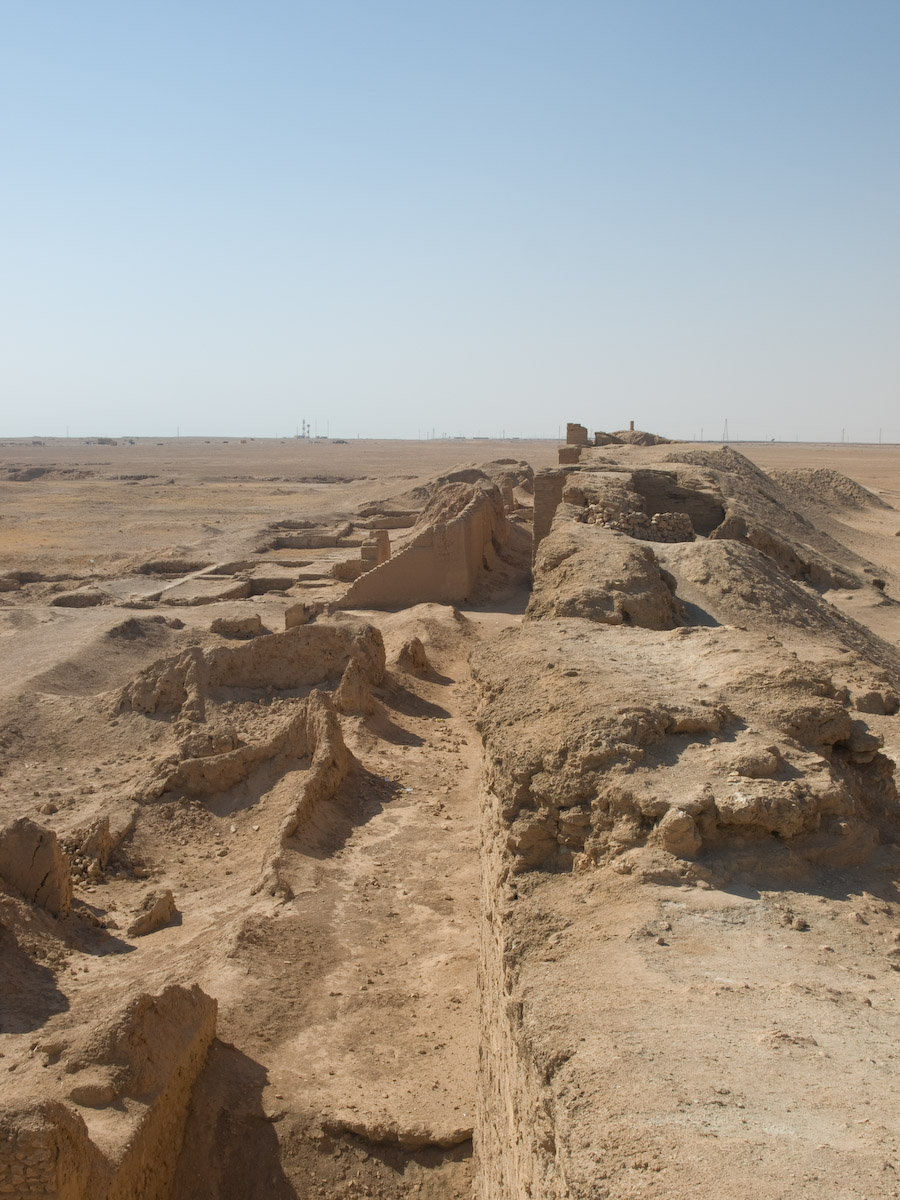
Le mura occidentali nei pressi della casa-chiesa cristiana, poco a sud della "porta palmirena"
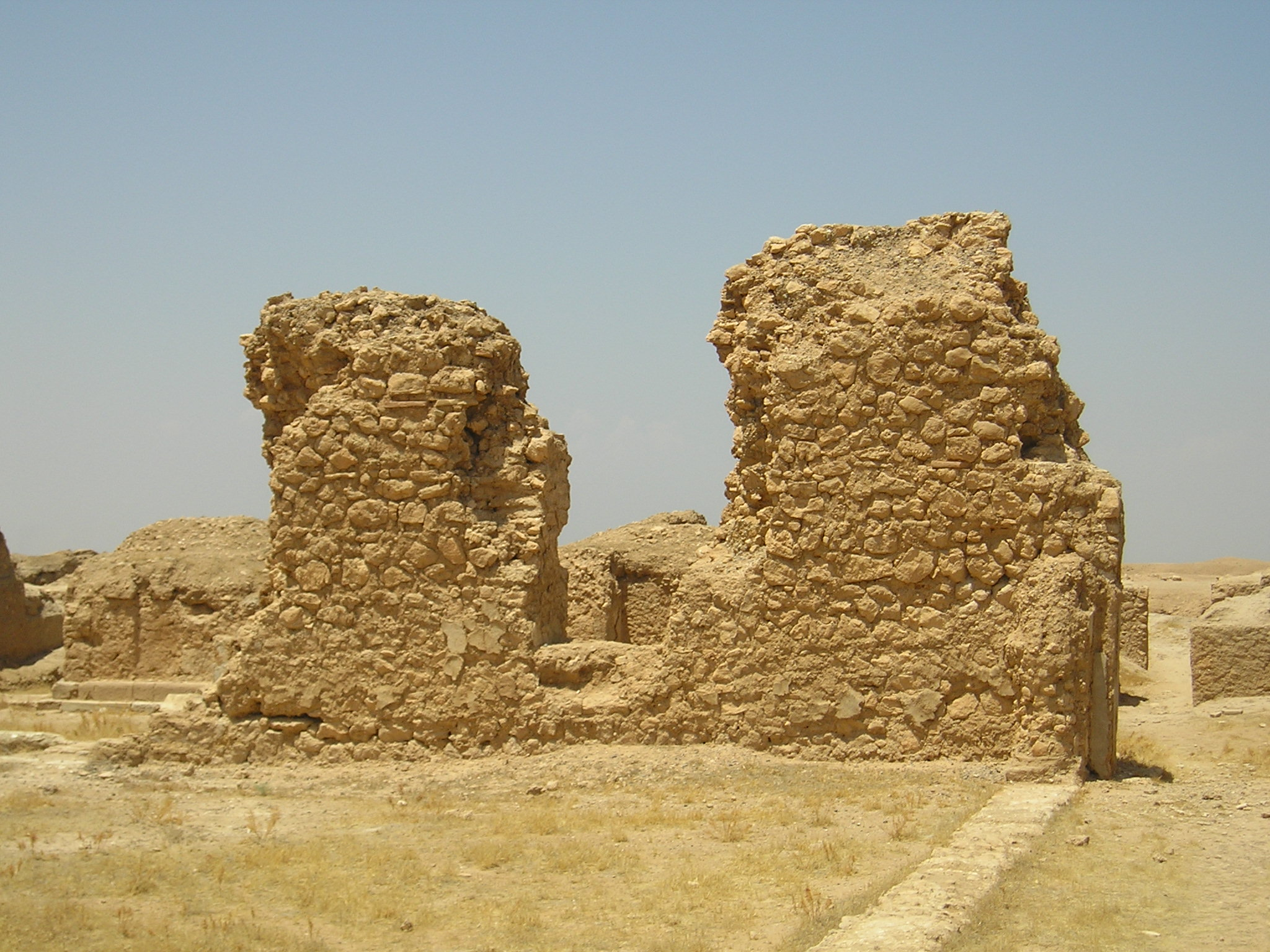
Il praetorium romano, centro amministrativo militare
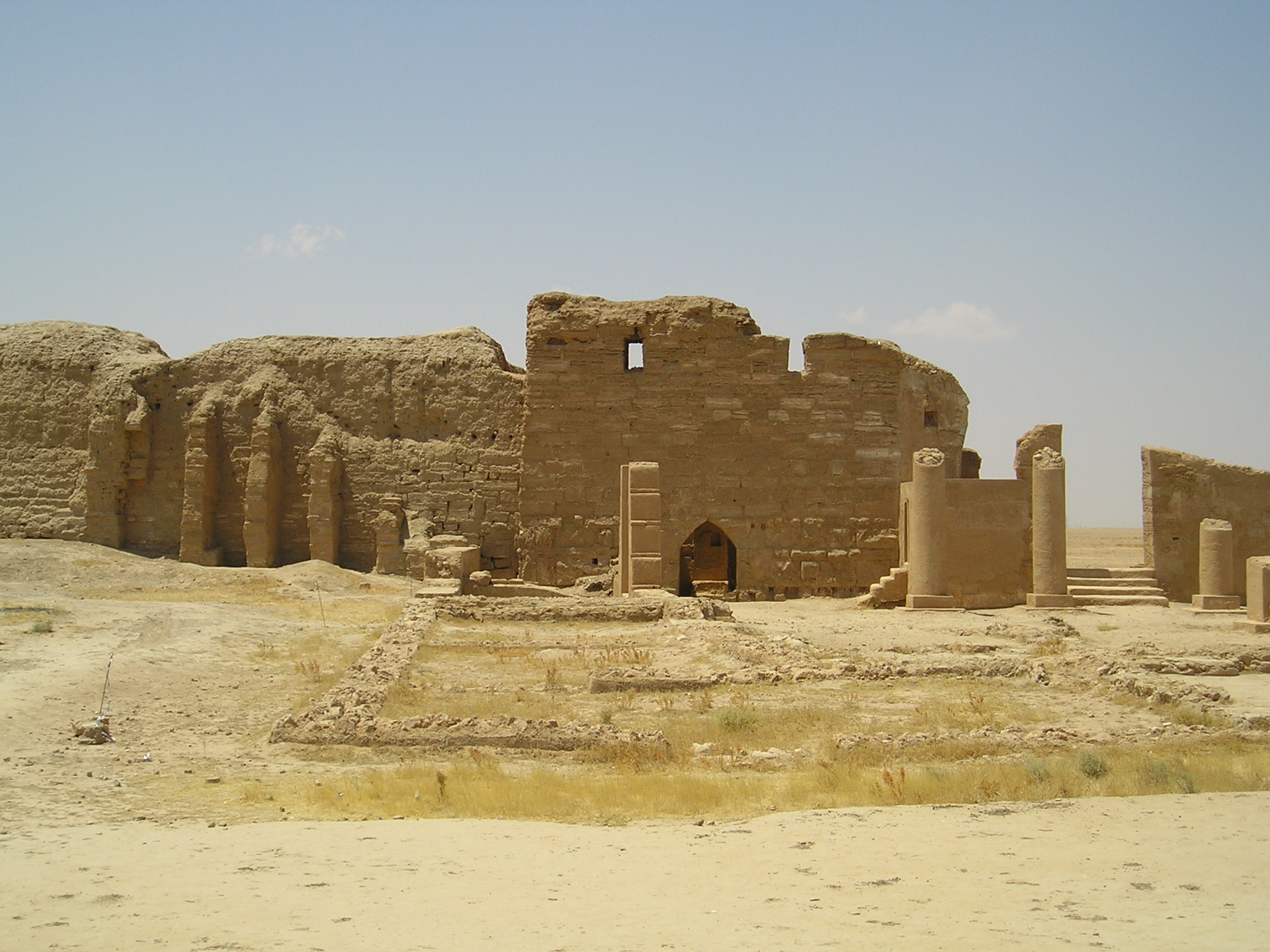
Il tempio di Bel

### La caduta di Dura

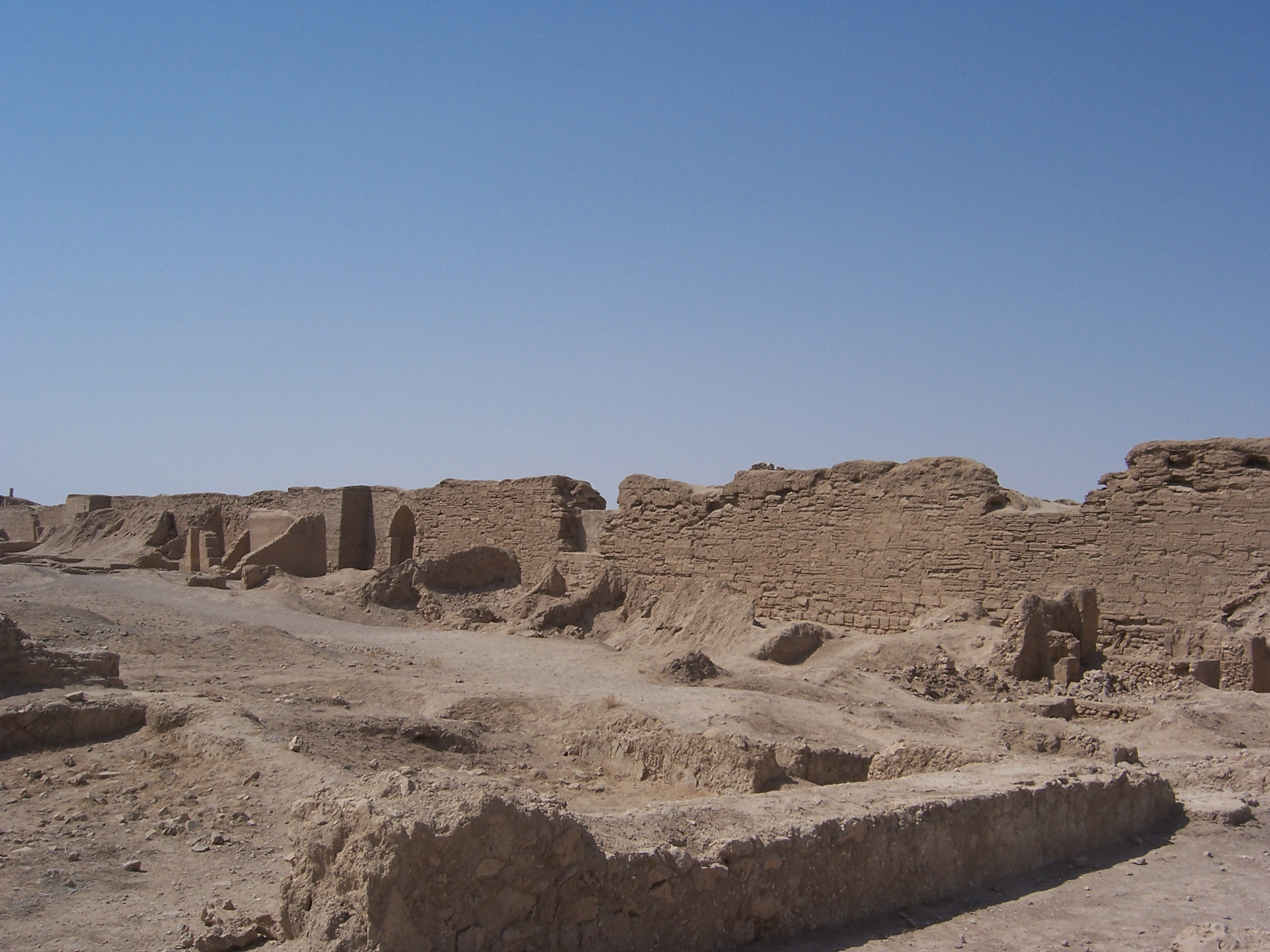
L'antica città di Doura Europos

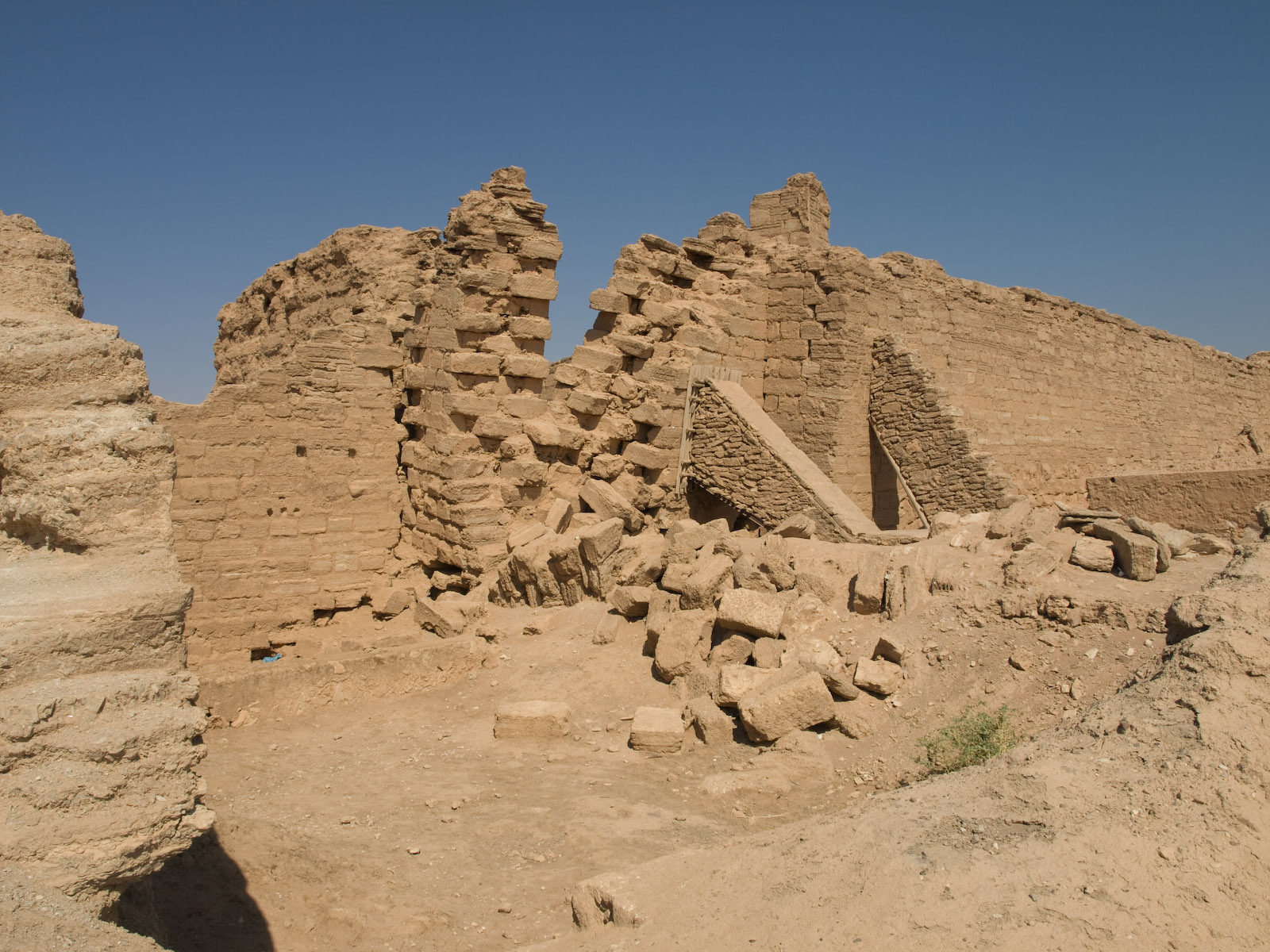
Le mura collassate durante l'assedio del 256.

Il motivo del buono stato di conservazione di questi edifici e dei loro affreschi fu dovuto alla loro posizione, vicino alle mura della città principale rivolte verso ovest, per la necessità militare di rafforzarne il muro. Se infatti i Sasanidi erano stati abili a costruire un tunnel sotto le mura cittadine, allo scopo di occupare la città, la guarnigione romana (formata da 2.000 armati, tra una vexillatio della legio IIII Scythica e la cohors XX Palmyrenorum sagittariorum equitata) era riuscita a sacrificare la strada interna che costeggiava questo lato di mura oltre ai vicini edifici, con il riempimento di quest'area attraverso le macerie dei vicini edifici abbattuti, al fine di rafforzare la base delle mura contro i possibili attacchi persiani da sotto terra. Questo comportò il seppellimento della vicina cappella cristiana, della sinagoga, del Mitreo e di molti altri edifici. I Romani procedettero inoltre con la costruzione di un cumulo di terra all'esterno delle mura, formando così uno spalto, sigillato con un mattoni di fango per evitarne l'erosione, lungo il lato occidentale che aveva il suo centro nella porta palmirena, ingresso principale alla città di Dura Europos. Non vi è alcuna testimonianza diretta dell'assedio di Dura, tuttavia, gli archeologi moderni hanno potuto ricostruire come procedette l'assedio del 256.
Nel corso di questo assedio gli ingegneri di Sapore I (nel 256), cominciarono a scavare sotto la cosiddetta torre n.19, due torri a nord della porta palmirena. E così quando i Romani vennero a conoscenza della minaccia, provarono a scavare anch'essi quale contromisura un tunnel, con l'obiettivo di attaccare i Persiani prima che potessero completare il loro lavoro. Ma i Persiani, accortisi di questa astuzia romana, riuscirono a respingere l'attacco romano, sebbene i difensori della città, vedendo la fuga dei loro soldati dal tunnel romano, riuscirono a bloccarne l'uscita rapidamente, lasciando quelli che si erano attardati a fuggire intrappolati all'interno, dove morirono (a testimonianza, le monete di questi soldati romani, trovati lungo questo tunnel). L'effetto fu che i Persiani abbandonarono le loro operazioni sulla Torre n.19.
In seguito ancora i Persiani attaccarono la torre n.14, la più meridionale lungo la parete occidentale. Essa si affacciava su un burrone profondo a sud e fu da quella direzione che partì un nuovo attacco alla roccaforte romana. Questa volta i tunnel persiani ebbero in parte successo, poiché se da un lato causarono il crollo della torre in oggetto e di parte delle mura adiacenti, non riuscirono a sfondare in modo definitivo le difese romane, che avevano adottato la contromisura romana di rafforzare la base delle mura all'inizio dell'assedio.

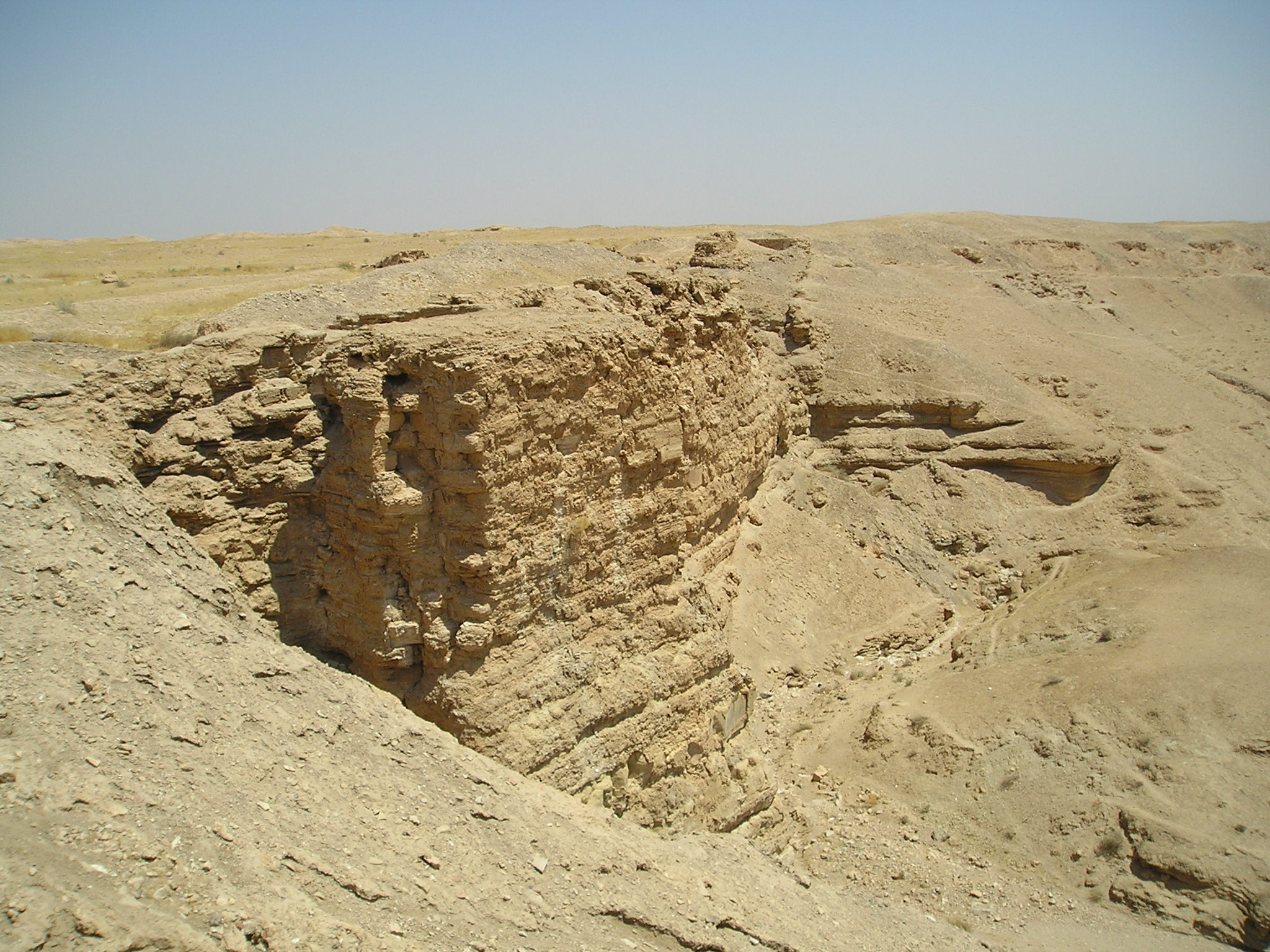
Il lato meridionale delle mura di Doura Europos, lungo un profondo wuadi.

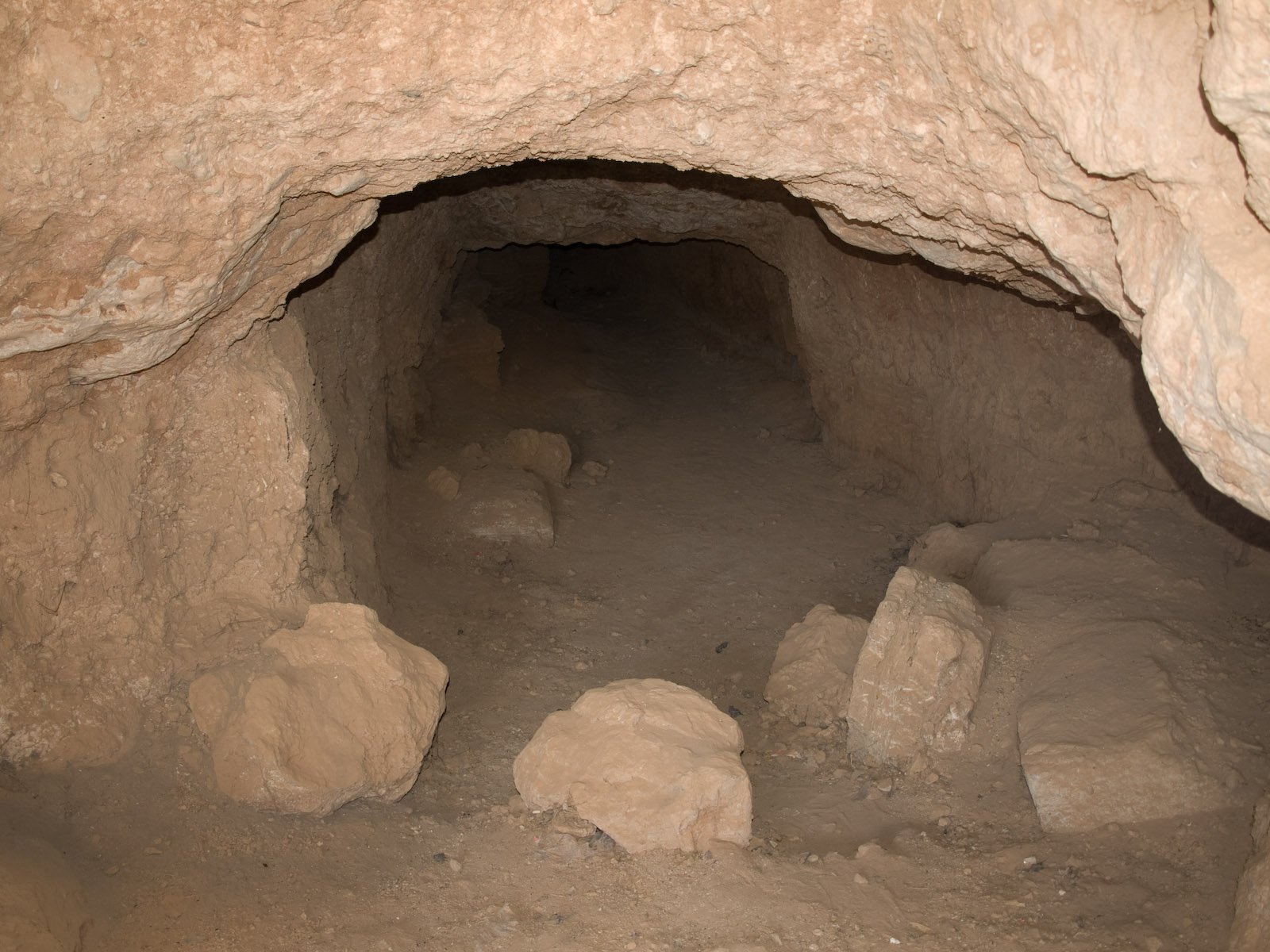
Il tunnel scavato dai Sasanidi per l'assedio del 256.

Questo nuovo insuccesso non scoraggiò i Persiani, i quali tentarono un terzo approccio per entrare in città. Fu costruita infatti una rampa, che doveva attaccare nuovamente la torre n.14. E se i Romani tentarono disperatamente di fermare il progresso della rampa, contemporaneamente i Persiani costruirono un nuovo tunnel sotterraneo, che permettesse loro di condurre le armate persiane al di là delle mura romane, in fila per quattro. Alla fine i Sasanidi riuscirono a penetrare a Doura grazie sia alla rampa sia al tunnel, in contemporanea. I soldati del tunnel potrebbero essere quindi penetrati indisturbati, visto che la maggior parte della guarnigione romana era impegnata sugli spalti della città, nel tentativo di sbarrare la strada alla rampa persiana. Quasi tutti i difensori romani della città sopravvissuti furono condotti a Ctesifonte e venduti come schiavi. La città fu saccheggiata al punto che non fu mai ricostruita.
Vi è da aggiungere che proprio in questa occasione, i ricercatori moderni hanno annunciato (gennaio del 2009) di aver trovato le prove che i persiani utilizzarono gas velenosi a Dura, contro i difensori romani durante l'assedio. Scavi a Dura hanno messo in luce i resti di 20 soldati romani ai piedi delle mura della città, i quali secondo un archeologo dell'Università di Leicester suggeriscono che bitume e cristalli di zolfo furono accesi per creare gas velenosi, utilizzati lungo il tunnel attraverso l'uso di camini sotterranei. I soldati romani che avevano così costruito un tunnel parallelo, si trovarono imprigionati quando le forze sasanidi rilasciarono il gas contro i Romani. Un solo soldato sasanide fu scoperto tra i corpi romani, tanto da farlo ritenere il responsabile dell'aver rilasciato i gas, prima che i fumi uccidessero anche lui.